# Contigo!
Contigo!  é um site especializado em celebridades, televisão e novelas da Editora Perfil. Entre 2 de outubro de 1963 e 7 de dezembro de 2018, também foi uma revista impressa de circulação nacional. Desde 2019, uma derivação é publicada semanalmente com o nome CONTIGO! Novelas, disponível em bancas digitais e voltada para as produções televisivas.  
Contigo! foi a quinta revista lançada pela Editora Abril, após Capricho (1952), Manequim (1959), Quatro Rodas (1960) e Claudia (1961). Ao ser lançada, tinha periodicidade mensal e trazia basicamente fotonovelas. Quatro meses depois, ela incrementou as pautas e juntou a seu conteúdo a cobertura do mundo das celebridades — na época, grandes nomes da música e do cinema, em especial estrelas estrangeiras. Com capas sempre mostrando imagens fatuais, sendo de sua grande maioria feitas com espontaneidade perante a celebridade. Ângulos e perfis no melhor flagrante possível, nada de capas de fotos no estúdio ou produzidas. Em março de 2004, Contigo! passou por uma forte reformulação editorial e gráfica, mais focada no jornalismo de entretenimento. 
A revista está inserida no segmento Celebridades e tem como concorrente direta a Quem, da Editora Globo. Quando era publicada, Contigo! ocupava a liderança em circulação no varejo (supermercados) e a segunda na circulação total (incluindo assinantes), atrás de Caras. Em novembro de 2017, a revista mudou sua circulação de semanal para mensal.
Em 2004, a revista conquistou o prêmio Caboré (na categoria Veículo Impresso, concorrendo com Quem e Zero Hora) o prêmio Marketing Best (na categoria Veículo Impresso) e o prêmio revista Propaganda e Marketing (na categoria Celebridades).
A tiragem média da revista esteve na casa de 193 mil exemplares por semana, sendo que seu maior público é composto por mulheres (82%). A faixa etária com a maior percentagem está entre 25-34 anos, com classe social A, B e C.
Em 2015, foi vendida para a Editora Caras juntamente a seis outras publicações da Abril.
Em 07 de dezembro de 2018, a revista encerrou sua história depois de 2210 edições, devido a queda no número de assinantes.
Pela redação da Contigo! passaram nomes como Márcia Piovesan, Walcyr Carrasco, Miguel Arcanjo Prado, Décio Piccinini, Leão Lobo, Nelson Rubens, Sonia Abrão, José Esmeraldo Gonçalves, entre outros.

## Eventos

### Camarote Contigo!
Recebendo 1300 convidados por dia, o camarote Contigo! tem localização privilegiada no carnaval mais famoso do Brasil, na cidade de Salvador. Com a presença de celebridades, VIPs e chefs renomados, os 6 dias de festa contam com muita animação e folia.

### Réveillon Copacabana Palace
Contigo! está presente na celebração mais glamourosa do país: a festa do Hotel Copacabana Palace, que reúne as celebridades mais badaladas do país, convidados VIPs e excelente gastronomia. A varanda do hotel possui vista privilegiada e é o melhor lugar para se assistir a maior queima de fogos de artifício do mundo.

### Réveillon Marina Park
O grupo Abril e a revista Contigo! realizam uma parceria com o Hotel Marina Park, em Fortaleza, para a realização da festa que comemora a virada de ano. A festa conta com shows e um delicioso e luxuoso banquete. Tudo com muita sofisticação e animação entre convidados especiais e celebridades. 

### Prêmio Contigo! de TV
Desde 1996, a revista Contigo! premia e homenageia os melhores profissionais da TV brasileira. A eleição dos vencedores é feita por formadores de opinião (críticos e jornalistas) e também pelos leitores da revista, que representam os telespectadores brasileiros. Com mais de 15 edições, o Prêmio CONTIGO! de TV, que acontece no hotel Copacabana Palace, tem prestígio e relevância equivalentes ao Oscar da Academia Americana de Cinema.

### Prêmio Contigo! de Música
A parceria com o grupo MPB Brasil, por meio da rádio carioca MPB FM, alia a excelência editorial de Contigo! a de uma emissora de rádio que preza pela música brasileira e faz dela sua bandeira, com originalidade e seriedade. O público é formado por 300 convidados VIPs, entre celebridades e formadores de opinião. O júri é formado por um time de astros e estrelas influentes no mundo musical. A premiação tem como objetivo valorizar a música brasileira e seus talentos, elegendo os artistas que se  destacaram ao longo do último ano no cenário nacional.